# Sénat du Texas
Pour les autres articles nationaux ou selon les autres juridictions, voir Sénat.
89e législature du Texas
Capitole de l'État du Texas
Le Sénat du Texas (en anglais : Texas Senate) est la chambre haute de la législature du Texas, un État des États-Unis.
Il se compose de 31 sénateurs représentant chacun un district de 672 000 habitants. Il n'y a pas de limite de mandat pour les sénateurs. Ils se réunissent au Capitole de l'État du Texas dans la capitale Austin.

## Système électoral
Le Sénat est composé de 31 sièges pourvus au scrutin uninominal majoritaire à un tour dans autant de circonscriptions que de sièges à pourvoir, selon un calendrier particulier appelé système de mandat 2-4-4. Cette appellation désigne la façon dont la moitié des membres de la chambre effectue un mandat de deux ans puis deux de quatre ans en l'espace d'une décennie, de telle sorte que le Sénat soit renouvelé par moitié à chaque élection, avant d'être intégralement renouvelés tous les dix ans.

## Présidence
Le Lieutenant-gouverneur du Texas (en) est aussi le Président du Sénat. Ce poste est occupé par le républicain Dan Patrick (en). Le président pro tempore est le républicain Donna Campbell (en), élu dans le 25e district.